# 栄陽子
栄陽子（さかえ ようこ、1947年4月6日- ）は、日本の留学カウンセラー、国際教育評論家。栄陽子留学研究所所長。

## 略歴
奈良県生まれ。大阪府出身。1970年帝塚山大学卒業。1971年セントラルミシガン大学大学院教育学修士課程を修了。1972年オハイオ州立大学大学院教育学修士課程修了。国際教育評論家として活動、72年栄陽子留学研究所を開設、所長となる。

## 著書
- 『家を飛び出そう』大和書房 1973
- 『アメリカ留学AからZ』三修社 コロンブックス　1976
- 『ヨーロッパ異色学校案内』ダイヤモンド社 1976
- 『アメリカ留学ガイド』日本交通公社出版事業局 1980
- 『気分はスニーカー 栄陽子の留学カウンセリング』杉山晃造写真 日本英語教育協会 1984
- 『アメリカ留学ガイド 高校編』日本交通公社出版事業局 1988
- 『アメリカ留学ガイド 大学編』日本交通公社出版事業局 1989
- 『ホップ・ステップ・海外留学 めざせ、国際人! 正規留学/準備・手続き・実行の徹底ガイド』ナツメ社 1989
- 『アメリカに子供をやる前に読む本 留学生の親のために』ナツメ社 1990
- 『子供を留学させるとき 親も子も納得できる選択のために』大和書房 1990
- 『女が留学するとき』主婦と生活社 1992
- 『アメリカ人にみる人間の教育 世界に通用する"人材"を育てるために』マネジメント社 1993
- 『国際化時代の子育てを考える親へ 海外留学からみた新・教育事情』大和書房 1993
- 『あなたのための幸福学』総合法令出版 1995
- 『女が留学に賭けるとき : How my experiences in America changed my way of life』国際教育出版 1995
- 『アメリカ留学で人生がおもしろくなる』実業之日本社 1996
- 『現代アメリカ留学事情 留学から得るこれからの教育のヒント』国際教育出版 1998
- 『高校生が考えるアメリカ進学 アメリカの大学で自分を見つけよう』国際教育出版 1998
- 『アメリカ留学で人生がおもしろくなる』三修社 1999
- 『言いたいことがすぐ書けるやさしい英文レター』日本能率協会マネジメントセンター 1999
- 『留学の常識&非常識 失敗しないアメリカ留学』講談社インターナショナル 2001
- 『TOEFL400から成功させる大学留学in USA』三修社 2002
- 『名門大学への留学in USA』三修社 2002
- 『アメリカ留学まるごとガイド』三修社 2003
- 『音楽留学in USA』三修社 2003
- 『アメリカ留学必勝法 子どものやる気と親の覚悟』三修社 2004
- 『高校留学in USA』三修社 2004
- 『スポーツ留学in USA』三修社 2004
- 『栄陽子が教えるアメリカ大学進学 決定版』三修社 2005
- 『栄陽子が教える決定版アメリカ大学院進学』三修社 2005
- 『社会人のためのアメリカ留学』三修社 2005
- 『留学カウンセラーは自分の子供をどう育てたか アメリカの大学に進学した長男・日本の大学に進学した次男』三修社 2007
- 『留学で人生を棒に振る日本人 "英語コンプレックス"が生み出す悲劇』扶桑社新書　2007
- 『英語は勉強するほどダメになる "英語コンプレックス"を生み出すもの』扶桑社新書　2008
- 『「逃げ上手」ほど生き上手』ヴィレッジブックス新書　2008
- 『留学奨学金と節約術 アメリカ留学にかかる費用 スゴイ!』三修社 2008
- 『留学・アメリカ大学院への道 栄陽子留学研究所』三修社 2010
- 『留学・アメリカ大学への道 栄陽子留学研究所』三修社 2010
- 『留学・アメリカ名門大学への道 栄陽子留学研究所』三修社 2011
- 『留学・アメリカ高校への道 栄陽子留学研究所』三修社 2012
- 『ハーバード大学はどんな学生を望んでいるのか? 日本人が抱く大いなる誤解』ワニブックスPLUS新書 2014
- 『留学で夢もお金も失う日本人 大金を投じて留学に失敗しないために』扶桑社新書 2016

### 共編著
- 『アメリカの大学・短大案内』編著 三修社 1979
- 『キャンパスインU.S.A. アメリカ留学徹底ガイド』編著 三修社 1982
- 『個性派アメリカ留学 めざせスペシャリスト』山本勝美共著 三修社 1986
- 『日本の大学に行かない人のアメリカ留学』福島菜穂子共著 三修社 1987
- 『アメリカ留学会話110番 こんなときどう言う?』堀内克明共著 旺文社 1988
- 『アメリカ高校留学ガイド』編 JTB日本交通公社出版事業局 1992
- 『アメリカ大学ランキング 米国50州1500大学』栄陽子留学研究所共編著 国際教育出版 1997
- 『芸術留学in USA』村野浩平共著 三修社 1999　『アメリカの大学で「芸術」を学ぶ 芸術留学のためになぜアメリカか』2005
- 『福祉・カウンセリング留学in USA 心理学カウンセリング・セラピー老年学を学ぶ』谷村涼子共著 三修社 2000
- 『アメリカ留学ガイド もう迷わない!』編・著 JTB 2001
- 『中学・高校生のためのアメリカ留学ガイド』編・著 JTB 2002
- 『アスリート留学in USA』栄陽子留学研究所 監修 瀧澤丈共著 三修社 2003